# 케빈 러드
케빈 마이클 러드(영어: Kevin Michael Rudd, 문화어: 케빈 루드, 1957년 9월 21일~)는 오스트레일리아의 정치인이다. 2007년부터 2010년, 그리고 2013년에 오스트레일리아의 총리를 역임하였다. 그는 퀸즐랜드의 주정부를 통해 처음 공직에 진입하였으며 1998년에 '그리피스' 선거구에 출마해 오스트레일리아 하원 의원이 되었다. 2001년부터 그림자 내각에서 외무부 장관을 맡았던 그는 2006년 노동당 대표 선거에서 현직의 킴 비즐리를 꺾고 대표직에 올랐으며, 이어 2007년 총선에서는 총리였던 존 하워드를 지역구에서까지 낙선시키는 승리를 거두면서 총리직에 올랐다.
총리직에 오른 후 그는 오스트레일리아 원주민에게 사과 성명을 발표하였으며, 2008년 경제위기를 무사히 넘겨 높은 지지율을 유지하였다. 그러나 2010년에 탄소세 신설로 정치적 위기를 맞았으며, 이에 부대표였던 줄리아 길러드가 그를 몰아내고 총리직에 취임하였다. 러드는 길러드 내각에서 외무부 장관을 맡았으나 이내 사퇴하고 2013년에 길러드를 다시 몰아내 총리직에 복귀하였다. 이러한 갈등으로 인해 노동당은 2013년 총선에서 대패하였고 러드는 곧바로 총리직에서 물러났다. 그 해 러드는 하원의원직도 사퇴하면서 정계에서 은퇴하였다. 2016년에 그는 반기문의 뒤를 이어 차기 유엔 사무총장에 도전하였으나 총리였던 맬컴 턴불이 추천하지 않음으로써 후보에 오르지 못하였다.

## 성장 과정
영국과 아일랜드계 오스트레일리아인으로 퀸즐랜드주 남부어에서 태어났으며, 지역에서 '수재', '교수'라는 극찬과 함께 고등학교 과정까지 우수한 성적(139/140)으로 마쳤다.
11살 때 보수 정당이었던 지방당(Country Party) 소속 당원이었던 그의 아버지가 교통사고로 별세하면서 한때 불우한 청년 시절을 보냈으나, 호주국립대학교(ANU)의 아시아학과(중어중문학 전공)를 졸업한 직후, 1982년에는 진보적 정당인 노동당에 입당하였다.
1981년부터 중국의 베이징과 스웨덴의 스톡홀름에서 자국의 외교관으로 일한 경력으로, 제2외국어(특히 서방 세계 지도자들 중 가장 유창한 중국어 구사)에도 능통하다. 중국어 이름은 루커원(중국어 간체자: 陆克文, 정체자: 陸克文, 병음: Lù Kèwén)이다.

## 정치 활동
그는 1988년에 웨인 고스(Wayne Goss) 퀸즐랜드 주 예비내각의 대변인으로 정치생활을 시작하였고, 1989년 자당의 선거 승리와 동시에 행정부에 발탁되었다. 그 시절 그는 딱딱하지만 능력있는 기술관료로서 '죽음의 박사'(Dr. Death)라는 별칭을 받음에도 불구하고 주의 개혁작업을 도왔으며, 1996년 실각 이후에는 연방정치에 투신, 1998년 총선거에서 고향 퀸즐랜드주 그뤼프(Griffith) 지역구를 대표하는 연방(하원)국회의원으로 당선되었으며, 2001년부터 5년동안 예비내각의 외교문제 대변인을 지냈다. 2006년 12월 의원총회에서 전임 킴 비즐리와의 표대결에서 49 대 39로 승리, 오스트레일리아 노동당의 당수이자 범야권의 지도자(Leader of the Opposition)역할을 수행했다..
이라크 전쟁에 비판적인 그는 2007년 초, 존 하워드 당시 총리의 버락 오바마(2009년 기준으로 미국 대통령, 당시 민주당 경선후보) 비난에 대한 신랄한 반박연설로 전 세계에 그의 이름을 널리 알렸다. 그 이후 존 하워드 당시 총리에게 단 한번도 '선호하는 연방총리'(여론조사)에서 뒤처지지 않은 채 꾸준히 1위를 유지하였다.
러드는 2008년 4월 19일부터 4월 20일까지 캔버라에서 열린 오스트레일리아 2020 서밋(Australia 2020 Summit)에서 오스트레일리아의 정치, 경제, 사회, 문화계 계층 인사 1,000명과 함께 오스트레일리아의 생산성, 경제, 기후 변화, 농촌, 보건, 사회 공동체, 오스트레일리아 원주민, 창조성, 정치, 안보와 번영에 관한 비전을 논의했다. 그는 이 자리에서 오스트레일리아가 국민투표를 통해 공화주의 국가로 전환하는 방안을 제시했다.
2011년 오스트레일리아 노동당 리더십 투표에서, 당시 부총리 겸 교육노동장관이었던 줄리아 길라드에게 패배하여, 총리직을 상실하였으나, 그 후 외교장관으로 2013년까지 재직하였다. 그 후, 줄리아 길라드와의 2013년 오스트레일리아 노동당 2차 리더십 투표에서 승리하여 다시 총리직을 되찾았으나, 총선 패배로 3개월 만에 물러났다.

## 주요 정책과 비판점

2007년 선거전 당시

정책적으로는 우선 교육에 대한 국가의 적극적인 투자와 개입을 전폭적으로 지원하고, 지나친 고용시장 유연화(고용과 해고의 수월함 곧 불안전노동인 비정규직 고용, 단체교섭권과 더불어 노동자의 노동조건 개선을 위해 노동자 스스로 주장하고 행사할 수 있는 권리인 단결권, 단체행동권의 제한 또는 약화 등)와 초과근로수당(정해진 노동시간 이외의 노동을 제공할 경우 받는 임금, 한국에서는 1987년 노동자 대투쟁으로 노동자의 노동조건이 좋아지면서 시작되었음.)등 노동자의 혜택을 축소시켜 전국민적 반발을 산 전임 오스트레일리아 보수연립 정권의 신자유주의적 '근로기준법 개정법률'(workchoices)의 효력을 정지시키며, 집권시 이라크에 파병된 자국 군인들(약 1500여 명)의 즉각적인 3단계 철수 및 지구 온난화 문제 해결을 위한 교토 의정서의 조속한 비준을 추진하며, 초고속통신망의 조기 구축과 더불어 국가행정력의 효율성을 높이기 위해 공무원 감축과 불필요한 규제를 혁신하고, 그리고 정치분야의 개혁과 신뢰 회복을 주장하는 등, 기존의 노동당이 추구했던 정책들과는 색다른 시각에서 제3의 길을 추구하는 유연한 사회민주주의 정책들을 추구하였다.
다만, 2007년 4월 오스트레일리아 노동당 전당대회에서 발표한 우라늄 해외 수출계획은 녹색당과 각종 환경단체들의 비판을 받고 있으며, 경제부문에서 경기호황을 지속하기 위한 인플레이션 억제와 오스트레일리아연방준비은행의 정치적 중립 유지, 그리고 정부의 긴축재정 운영 등의 정책은 전임 존 하워드 보수정권이 추진했던 정책들과 유사하다(이른바 'Me-too' 정책)는 비판을 받고 있다.

## 현재

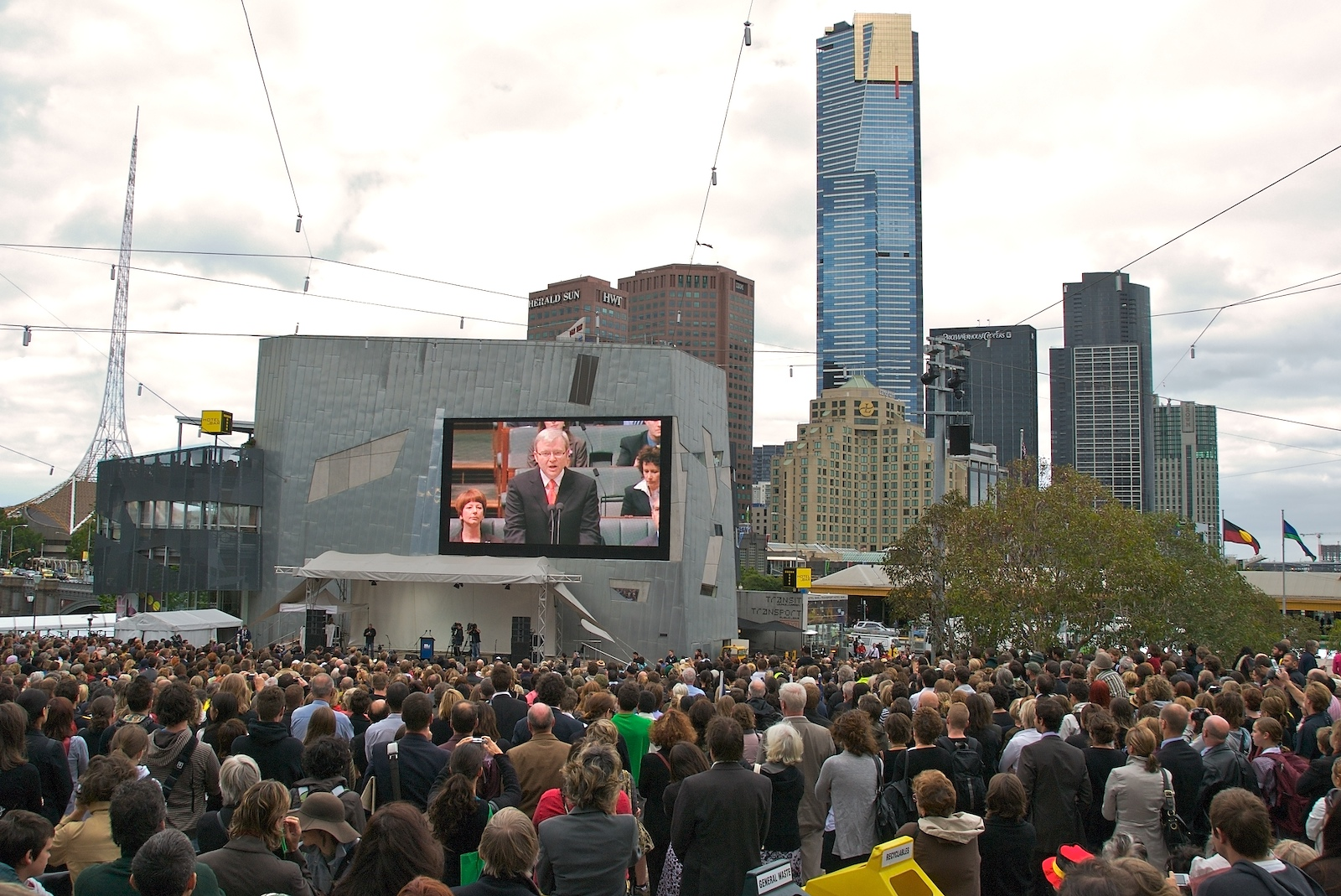
2008년 2월 13일, 연방정부를 대표하여 최초의 토착민 박해 공식 사과문을 낭독하는 케빈 러드

2007년 11월 24일에 열렸던 '2007년 오스트레일리아 국회의원 총선거'에서, 존 하워드가 이끄는 자유-국민당 보수연립을 누르고, 퀸즐랜드주 출신으로는 사실상 최초로 차기 총리로 당선 확정되었다. 2007년 12월 3일에 제26대 총리로 공식 취임하였고 2010년 6월 24일 연방부총리였던 줄리아 길라드가 총리로 취임하였으나, 2013년 오스트레일리아 노동당 2차 리더십 투표에서 승리하여 다시 총리직을 되찾았지만 9월 7일에 실시된 오스트레일리아 총선에서 야당인 자유당에게 패하면서 3달만에 다시 총리직에서 물러났다.

## 가족과 일상생활
자국내에서 비슷한 용모로 '해리 포터'란 별칭을 얻은 그와, 자국에서 3번째로 큰 고용(직업)알선 전문기업을 운영하는 그의 아내 테리즈 라인(Thérèse Rein) 사이에 3명의 자녀(Jessica, Nicholas, Marcus)가 있는데, 중국통인 그의 지도 아래 세 자녀 모두 중국어를 익혔다. 2007년 8월에는, 2003년의 미국 방문당시 뉴욕에서 만취상태로 스트립쇼를 그의 수행원들과 함께 단체관람했던 일이 오스트레일리아 보수언론들에 의해 폭로되어 곤경을 겪었으나, 즉각적인 사실인정과 대국민사과로 위기를 모면하였다. 그와, 그의 행정부의 재무장관이자 줄리아 길라드 행정부의 부총리였던 웨인 스완(Wayne Swan)연방하원의원은 같은 마을에서 함께 배우고 자란 '죽마고우'(친구)로 유명하였으나, 2011년 오스트레일리아 노동당 리더십 투표에서 웨인 스완이 줄리아 길라드와 협력하여, 그 관계가 소원해진 바 있다.

## 각주

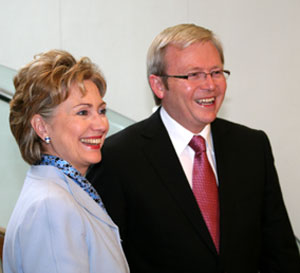
2007년 3월, 힐러리 클린턴 당시 미국연방상원의원과 함께한 케빈 러드

## 역대 선거 결과
| 선거명      | 직책명                     | 대수 | 정당                  | 1차 득표율 | 1차 득표수 | 2차 득표율 | 2차 득표수 | 결과 | 당락                   |
| ----------- | -------------------------- | ---- | --------------------- | ---------- | ---------- | ---------- | ---------- | ---- | ---------------------- |
| 1996년 선거 | 하원의원 (그리피스 선거구) | 38대 | 오스트레일리아 노동당 | 41.34%     | 31,407표   | 48.53%     | 36,761표   | 2위  | 낙선                   |
| 1998년 선거 | 하원의원 (그리피스 선거구) | 39대 | 오스트레일리아 노동당 | 44.17%     | 35,121표   | 52.43%     | 41,689표   | 1위  | 그리피스 하원의원 당선 |
| 2001년 선거 | 하원의원 (그리피스 선거구) | 40대 | 오스트레일리아 노동당 | 48.57%     | 40,707표   | 55.66%     | 46,654표   | 1위  | 그리피스 하원의원 당선 |
| 2004년 선거 | 하원의원 (그리피스 선거구) | 41대 | 오스트레일리아 노동당 | 48.74%     | 39,247표   | 58.63%     | 47,207표   | 1위  | 그리피스 하원의원 당선 |
| 2007년 선거 | 하원의원 (그리피스 선거구) | 42대 | 오스트레일리아 노동당 | 53.09%     | 43,957표   |            |            | 1위  | 그리피스 하원의원 당선 |
| 2010년 선거 | 하원의원 (그리피스 선거구) | 43대 | 오스트레일리아 노동당 | 44.08%     | 35,445표   | 58.46%     | 47,007표   | 1위  | 그리피스 하원의원 당선 |
| 2013년 선거 | 하원의원 (그리피스 선거구) | 44대 | 오스트레일리아 노동당 | 40.36%     | 34,878표   | 53.01%     | 45,805표   | 1위  | 그리피스 하원의원 당선 |